# Vase d'En-metena
 (décembre 2010).
Si vous disposez d'ouvrages ou d'articles de référence ou si vous connaissez des sites web de qualité traitant du thème abordé ici, merci de compléter l'article en donnant les références utiles à sa vérifiabilité et en les liant à la section « Notes et références ».
Le vase liturgique d'En-metena est une pièce découverte sur le site de Tello (ancienne Girsu, au sud de l'Irak actuelle) dans le pays de Sumer.
Il mesure 28 cm de hauteur sans la base, et 35 cm de hauteur avec sa base pour un diamètre de 18 cm. Principalement constitué d'argent, il contient aussi un peu de cuivre.
Il est daté de 2400 av. J.-C. environ, et est conservé au musée du Louvre au département des antiquités orientales avec le numéro d'inventaire AO 2674.

## Archéologie

### Tello
Le site moderne de Tello était nommé Girsu, et était la capitale de l'État sumérien qui correspondait à la ville de Lagash ; il possède un accès au golfe Persique en passant par le Tigre.

Tello fut découvert en 1877 par Ernest Chocquin de Sarzec qui était vice-consul de France à Bassora - en Mésopotamie (aujourd'hui en Irak) - et fit l'objet d'une vingtaine de campagnes de fouilles entre 1877 et 1933.

Le début de fouilles systématiques à partir de 1842 sur le site de Girsu, furent d’une importance capitale pour les découvertes qu’on y fit plus tard et surtout pour la redécouverte du monde sumérien.

### Découverte du vase
Lors des cinquième et sixième expéditions menées par E. de Sarzec en 1888 et 1889, des monuments et des documents anciens furent exhumés, parmi ces œuvres appartenant au début du IIIe millénaire et à la lignée d’Ur-Nanshe, se trouvait le vase d'En-metena qui fit partie des trésors qui allèrent au musée de Constantinople. En effet, le gouvernement turc avait fait passer de nouvelles lois visant à conserver les œuvres qui étaient retrouvées sur son territoire, empêchant ainsi les fouilleurs étrangers d'emmener leurs découvertes dans leur pays.

L'emplacement où fut retrouvé le vase laissa quelques questions en suspens, car ce dernier avait été exhumé dans une tranchée. E. de Sarzec pensa qu'il avait sans doute été caché là par les Sumériens afin qu'il ne soit pas volé. Peut-être également que le vase n'était plus fonctionnel et que les mésopotamiens enterraient leurs instruments liturgiques défaillants, mais ne s'en débarrassaient jamais.

Sarzec n’eut aucun mal à savoir qui avait été le commanditaire de cette œuvre car une inscription cunéiforme située dans vingt-deux cases et placée sur le col du vase indique « Pour Ningirsu, le champion d'Enlil, En-metena, le prince de Lagash … son maître qui l'aime, a façonné un vase d'argent purifié dans lequel Ningirsu puisse manger du … et pour sa vie, l'a porté à Ningirsu de l'Eninnu. En ce temps-là, Dudu était prêtre de Ningirsu. »

## Iconographie

### La panse du vase

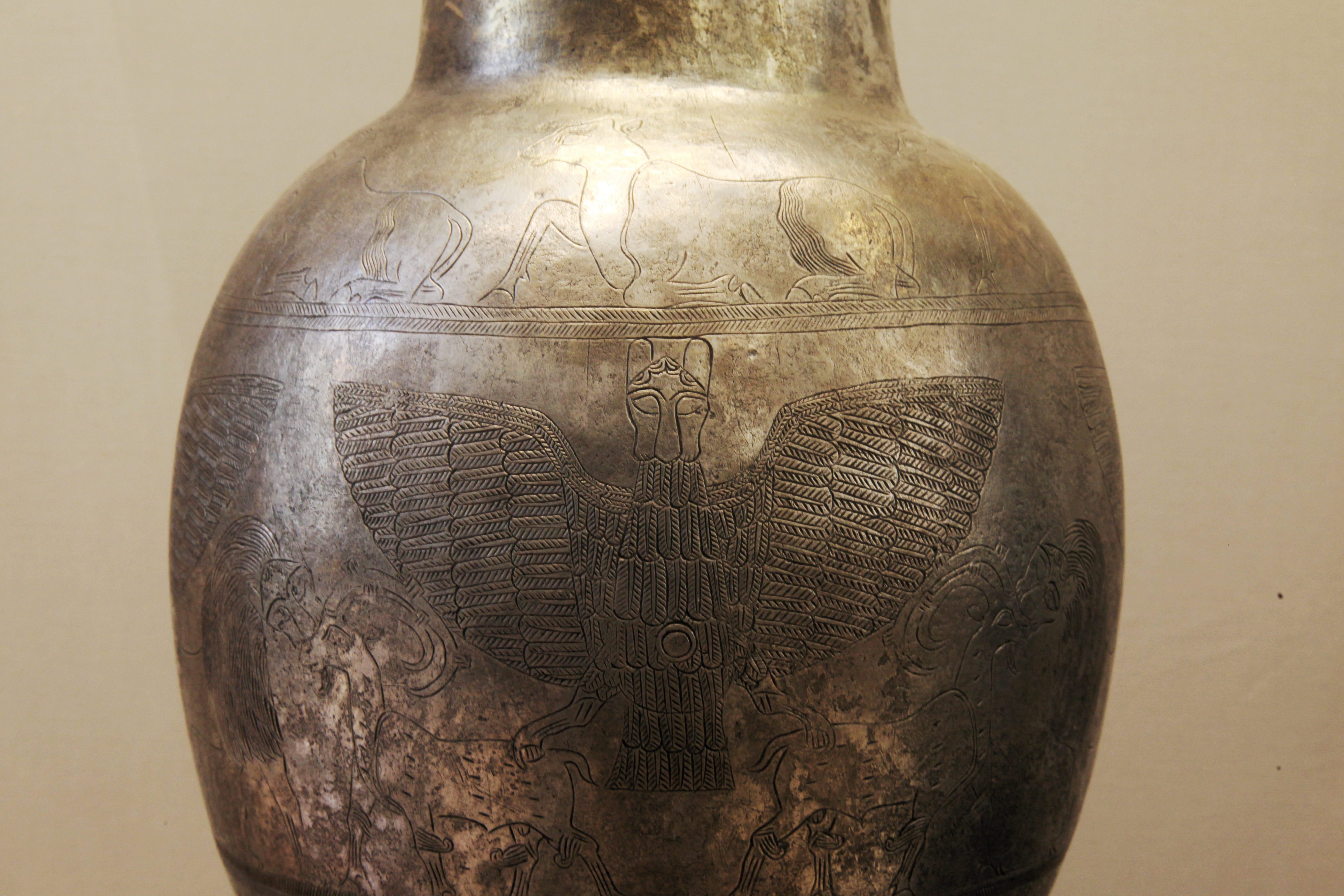
l'aigle léontocéphale Anzu

Sur le pourtour de la panse de ce vase liturgique se déploie un motif représenté quatre fois : l'aigle léontocéphale Anzu, animal attribut du dieu Ningirsu, prend entre ses serres des lions, des cerfs et des capridés. Les lions mordent les capridés et les cerfs au mufle, ils évoluent sur une ligne représentant le sol qui est matérialisée par des chevrons. 

Au-dessus de cette frise s'en trouve une autre, représentant sept génisses couchées en train de se relever - leur patte droite est pliée et le sabot est posé sur sa pointe ce qui donne une indication quant à leur gestuelle.

Ces deux registres montrent un contraste : celui du monde animal sauvage avec les lions qui attaquent les cerfs et capridés, et le calme des pâtures avec les génisses.

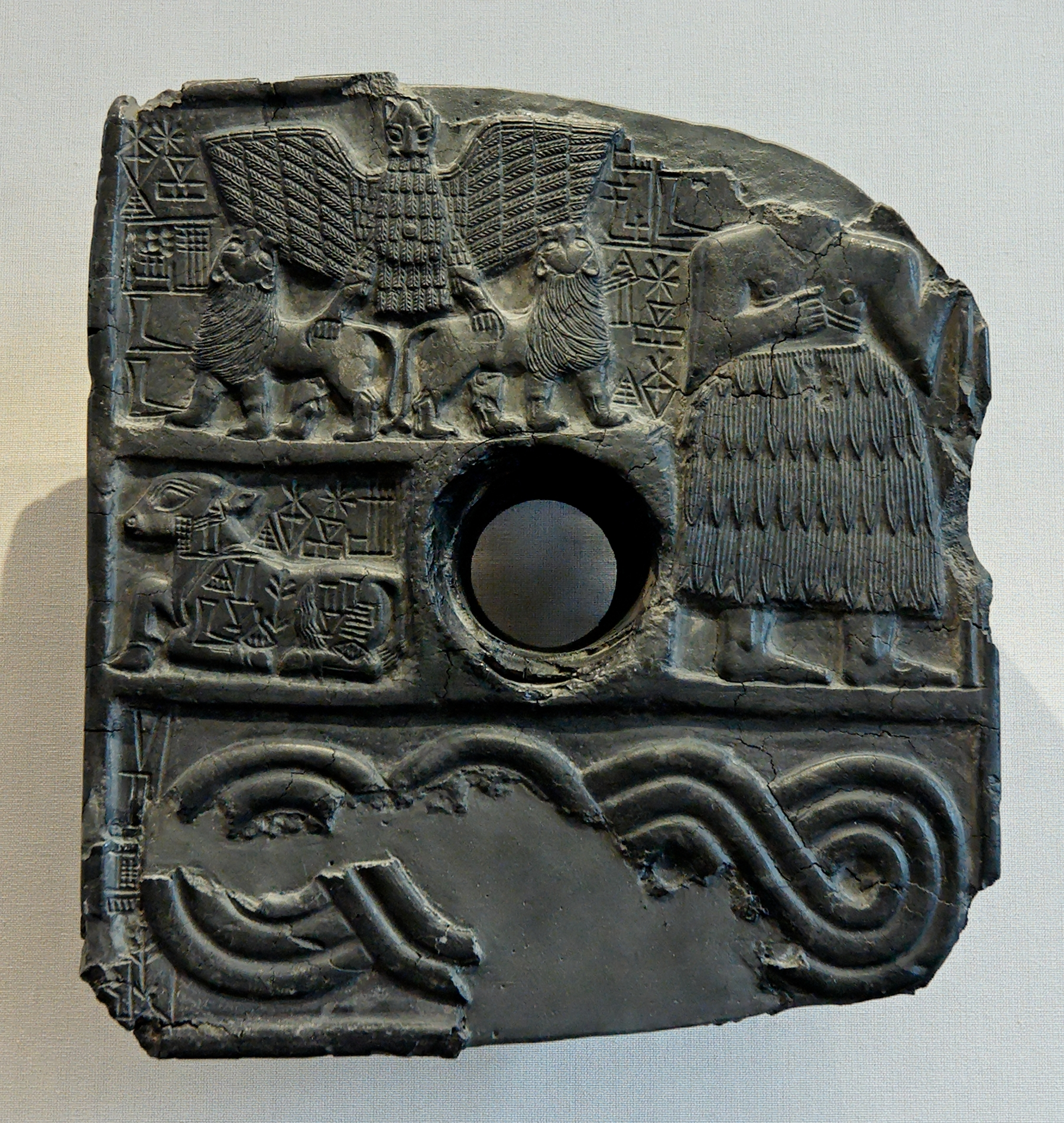
Relief votif de Dudu.

Le thème des génisses montrant le calme de la nature apprivoisée est souvent mis en rapport avec celui du monde animal sauvage, les Sumériens étant fiers d'avoir maîtrisé la nature. 

Sur le relief de Dudu - prêtre de Ningirsu que l'on retrouve nommé sur l'inscription cunéiforme du col du vase d'Enméténa - datant de la même époque que le vase - ce thème se retrouve encore.

Il peut être la représentation symbolique du dieu Ningirsu omnipotent qui régit et maîtrise le monde.

## Métallurgie

### Les Sumériens et la métallurgie
Les Sumériens étaient des métallurgistes remarquables, malgré le manque de minerais sur leur terre.
En effet, ils devaient faire venir les métaux de loin – indiquant des échanges commerciaux développés – pour pouvoir le travailler. Le cuivre, dont ils faisaient grand usage, était importé principalement du Golfe d’Oman, cette importation étant facilitée par l’accès direct à la mer par le Tigre.
L'essor de la métallurgie date tout particulièrement du DA III - ou Dynastique Archaïque III - sous la période du Bronze Ancien dont les dates vont de [-3100 à -1200 av. J.-C.]
Les techniques et avancées métallurgiques des Sumériens n’eurent pas d’équivalences dans le reste du Proche-Orient ancien : en effet, au milieu du troisième millénaire, les artisans sumériens connaissaient la plupart des techniques et savaient savamment calculer les alliages.

### Fabrication du vase
Le vase du roi En-metena est l’un des objets les plus beaux et les plus célèbres appartenant à la civilisation de Sumer que l’on ait retrouvés. Il allie à la fois l’argent et le cuivre dans une composition unique en son genre.
Le vase a la forme d’une jarre sans anses (ce qui est caractéristique de cette l’époque), sa panse est ovoïde, bien galbée et reliée à un col droit. Il est posé, dès l’origine, sur une base circulaire en cuivre avec des pieds en forme de griffes de lions, mais l’oxydation a rendu la lecture un peu malaisée de nos jours.
Il a été réalisé à partir d’une seule feuille d’argent que l’artisan a – en premier lieu - emboutie en coupe hémisphérique – ou en moitiés – avant de monter les parois. Il a ensuite restreint la pièce au col qui fut renforcé à l’intérieur par une plaque soudée avec un alliage d’argent et de cuivre. L’orfèvre a donc dû calculer la quantité d’argent nécessaire pour passer d’un parallélépipède de métal à un objet manufacturé avec une paroi d’une épaisseur donnée, sans matière à l’intérieur. Il repéra ensuite l’emplacement exact des figures à exécuter sur l’espace courbe. Les motifs furent enfin gravés, et les multiples détails ciselés.